# التهاب جلد الأطراف
التهاب جلد الأطراف (بالإنجليزية: Acrodermatitis)‏ مرض جلدي يقتصر انتشاره عادة على أطراف الجسم. وقد يكون الالتهاب ضامراً، حيث يسبب هذا المرض بضمور الجلد، وخاصة في السطوح الامتدادية، مثل الركبة والكوع[ ؟ ]والأصابع[ ؟ ]. وقد يمتد الانتشار إلى الساعدين، ويضمر الجلد ويلمع بعد أن يتطور إلى وذمة صلبة، ولا يتأثر الوجه وداخل اليدين والقدمين، ونادراً ما يتأثر الجذع، وقد يؤدي التهاب جلد الأطراف إلى ظهور فقاعات على اليدين، وقد تغزو مناطق أكبر.

## السبب
قد يكون السبب في التهاب جلد الاطراف نتيجة الإصابة بعدوى بكتيريا بوريليا برغدورفيرية.

## الأعراض
- ضمور الجلد.
-وذمة صلبة في مرحلة تطوره.
-ظهور فقاعات على الاطراف وخاصة اليدين.
-أعراض من الحمى والتوعك.
-في بعض الحالات قد يترافق الالتهاب مع التهاب الكبد ب وغيرها من الفيروسات المعدية.

## الانواع
اكتشف حاليا خمسة أنواع لالتهاب جلد الاطراف وهي:
1-التهاب جلد النهائي المعوي.
2-تبثر طرفي.
3-التهاب جلد الأطراف الضموري المزمن
4-التهاب جلد الأطراف الحطاطي الطفولي.
5-التهاب الجلد الساعي.

## وصلات خارجية
http://www.healthline.com/health/acrodermatitis
http://www.nlm.nih.gov/medlineplus/ency/article/001446.htm
http://dermnetnz.org/systemic/acrodermatitis-enteropathica.html
http://emedicine.medscape.com/article/1198020-overview